# IC 2559
IC 2559 је спирална галаксија у сазвјежђу Шмрк (Пумпа) која се налази на листи објеката дубоког неба у Индекс каталогу.
Деклинација објекта је - 34° 3' 31" а ректасцензија 10h 14m 45,3s. Привидна величина (магнитуда) објекта IC 2559 износи 13,6 а фотографска магнитуда 14,4. Налази се на удаљености од 40,503 милиона парсека од Сунца. IC 2559 је још познат и под ознакама ESO 375-2, MCG -6-23-19, IRAS 10125-3348, PGC 29898.